# Epipterygium opararense
Epipterygium opararense (còn gọi là Epipterygium obovatum) là một loài rêu thuộc họ Mniaceae chỉ mọc trong Vườn quốc gia Kahurangi ở Đảo Nam, New Zealand, được Allan Fife và A.J. Shaw mô tả khoa học lần đầu tiên năm 1990. Bộ Bảo tồn New Zealand đã xếp loại loài này vào loại "quan trọng cấp quốc gia" (tiếng Anh: nationally critical) vào năm 2002. Loài đã được đề xuất đưa vào Sách đỏ IUCN.

## Phát hiện và tình trạng
Mẫu định danh của Epipterygium opararense được Allan Fife thu thập vào ngày 16 tháng 12 năm 1984, với mô tả loài đầu tiên được Fife & Shaw công bố vào năm 1990. Mẫu định danh mọc giữa các rễ con Metrosideros diffusa, trên bề mặt nhô ra của những tảng đá granit ban tinh thô và trên đất mùn ẩm xung quanh một trong những vòm lưu vực Ōpārara ở thung lũng sông Ōpārara. Năm 1991, Ryszard Ochyra phát hiện một nhóm cá thể Epipterygium opararense tại đèo yên ngựa Kākāpō, nhưng David Glenny đã không tìm thấy bất kỳ mẫu vật nào tại địa điểm đó vào năm 1994. Năm 1992, Glenny tìm thấy Epipterygium opararense bên trong những thân cây mục nát cách vòm lưu vực Ōpārara 1,5 km.
Trong một cuộc khảo sát được tiến hành vào tháng 3 năm 2005, Allan Fife và Philip Knightbridge xác định được khoảng 175 cây, tất cả chúng đều mọc ở hai địa điểm cách nhau không quá 5 mét. Địa điểm được Glenny xác định không bao gồm bất kỳ mẫu vật Epipterygium opararense nào vào năm 2005; hơn nữa, tại một trong những địa điểm, Epipterygium opararense đang bị đe dọa bởi rêu tản (Marchantia foliacia). Fife và Knightbridge đã viết báo cáo cho Bộ Bảo tồn New Zealand, nêu bật nhu cầu cấp thiết phải bảo vệ loài này. Năm 2008, quần thể chịu thiệt hại lớn do nhiều cây bị gió thổi bay; chỉ còn không quá 50 mẫu vật sót lại đang mọc tại vị trí. Allan Fife và Jane Marshall đã xác định được 30 đến 35 cây trên một mỏm đá granit trong một khu vực có đường kính khoảng 80 mm.

## Miêu tả

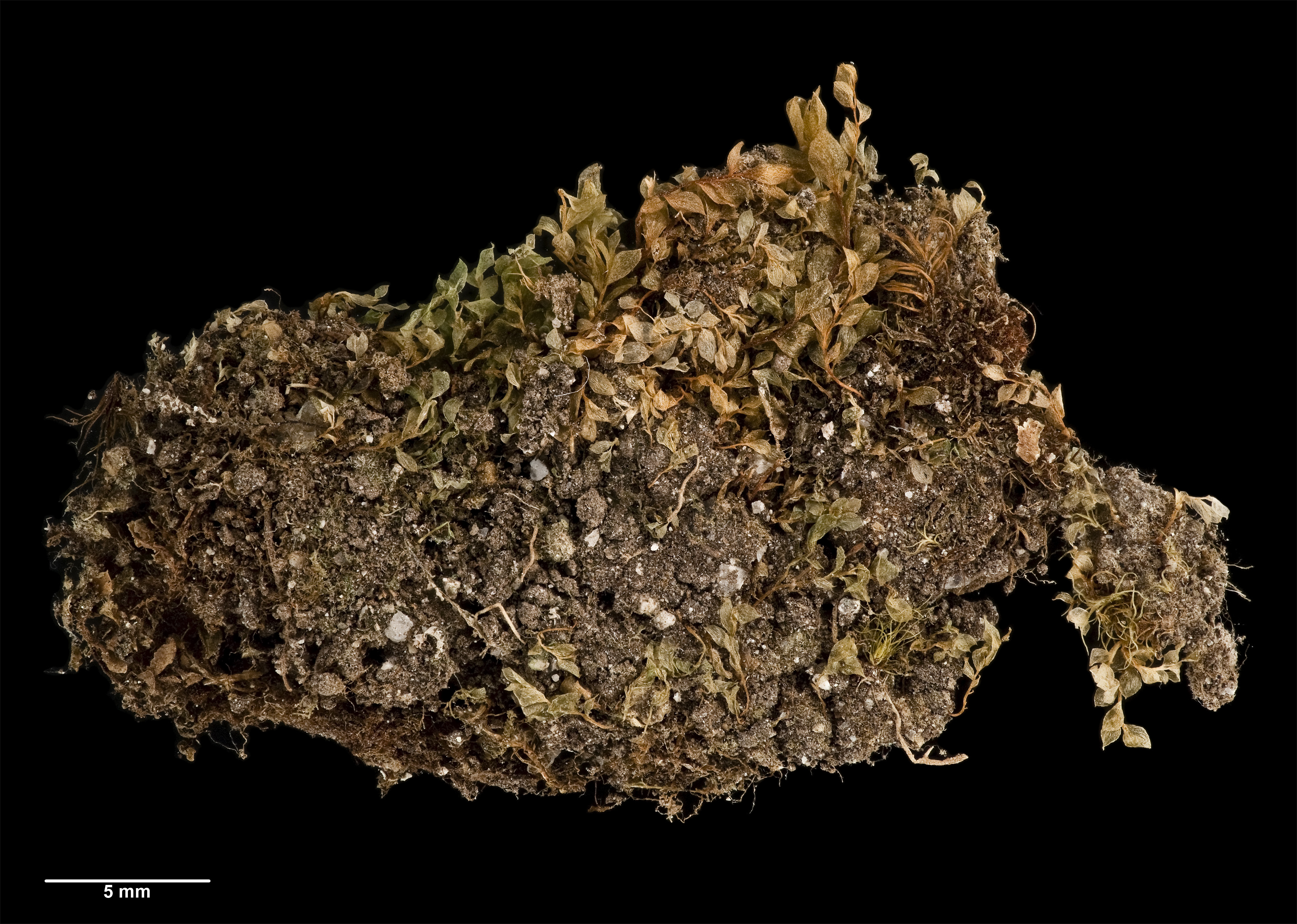
E. opararense

Epipterygium opararense có 1/2 lá xếp chồng lên nhau, xoay một góc 180°. Lá ở các loài khác trong chi thường sắp xếp theo tỷ lệ 2/5; có thể đây là sự thích nghi tiến hóa với bóng tối của môi trường sống. Cây có màu xanh lục nhạt hoặc xanh lục nâu, trong khi các thân riêng lẻ có sắc vàng hoặc đỏ nâu. Một số thân không phân nhánh dài 15 mm với các lá đơn xếp thành từng cặp mọc ra từ một điểm chung. Các lá có hình elip với kích thước 1,5–2,1 × 0,7–0,85 mm, càng gần gốc thì càng nhỏ. Rêu có túi giao tử đực và túi giao tử cái trên các cây riêng biệt trong thể giao tử, đồng thời không có thể bào tử.

## Phân bố
Các loài thuộc Epipterygium phân bố ở những vùng ẩm ướt và ấm áp, chủ yếu thuộc Trung Mỹ. Epipterygium opararense là loài duy nhất trong chi mọc ở Australasia. Loài này dường như mọc bền vững trên bề mặt đá granit nhưng không ổn định ở những nơi khác: nó chỉ hình thành các quần thể phù du trong thân cây mục nát; sự khan hiếm đá granit ở New Zealand có thể là lý do tại sao loài lại hiếm đến vậy.